# 溝口直養
溝口 直養（みぞぐち なおやす）は、江戸時代中期の大名。越後国新発田藩8代藩主。官位は従五位下・主膳正。贈従三位。

## 生涯
元文元年（1736年）、7代藩主・溝口直温の長男として誕生した。母は側室の美代（御長屋様、森氏）。幼名は亀次郎。通称は主膳。諱は初め直範、のち直養と改める。
直温の長子であったが庶子のため、当初は世子とされなかった。しかし、宝暦10年（1760年）10月17日、弟で世子の亀之助（直経）が病身のために廃嫡となると、これに代わって世子となった。同年11月1日、10代将軍・徳川家治に御目見した。同年12月18日、従五位下・主膳正に叙任する。翌11年（1761年）1月23日、父・直温の隠居により家督を継いだ。
宝暦13年（1763年）、前代に幕府領から新発田藩領となった村々のうち34か村1万9700石余を上知され、代地として旧領の43か村が返還された。明和元年（1764年）、神奈川宿において朝鮮使節の接待役を勤める。同3年（1766年）、甲州川々の手伝い普請を勤める。安永6年（1777年）、前代に藩領となった村々のうちさらに39か村1万1500石余が上知され、代地として旧領の33か村が返還された。
天明6年（1786年）閏10月6日、病身を理由に隠居した（浩軒と号す）。養子としていた弟・直信の長男である直侯に家督を譲った。しかし、直侯は幼少であったため、直養は隠居後もしばらくは後見を行った。寛政9年（1797年）7月26日、江戸において62歳で死去した。法号は永照霊光院（霊光院殿前典膳郎寂室永照大居士とも）。江戸の駒込吉祥寺に葬る。
昭和3年（1928年）11月10日、従三位を追贈された。

## 治世・人物
直養は当初部屋住みの身であったこともあり、比較的自由な立場で若年期を送った。とりわけ学問に傾倒し、稲葉迂斎らに学んで山崎闇斎の学派（崎門）の影響を強く受けた。家督後はこうした学問上の理念に基づいて積極的な政治を行い、その治世は「安永の治」とも称され、また直養自身も新発田藩中興の英主と讃えられるまでに至った。
直養はまず、財政改革に力を注いだ。以前から続く財政難は危機的な状況になっており、直養は勝手方の家老を交代させて、徹底的な財政改革を求めた。この時期にも接待役・普請役の負担や目黒行人坂大火での上屋敷類焼などにより出費は多かったが、徹底した倹約と、領内に課した御用金などによってこれを乗り切り、家臣よりの借り上げ米を一部割り返すことが可能になるまでになった。
一方、こうした財政再建のための負担転嫁もあって窮乏しつつあった農村の救済のためには、雑税である万雑（まんぞう）の改革や、実情に応じた土地調査（地改め）、また社倉設置を始めとした飢饉対策などが行われた。家中や領内を対象にした法令の改定・整備も行われた。
直養の治世で最も注目されるのが、学問奨励の政策である。直養自身が前述したように好学の大名であり、『勧学筆記』などの著書もある人物であった。藩内にも学問を広く奨励し、安永元年（1772年）には藩校（「講堂」のちに「道学堂」と名付けられる）が設立された。また領内の庶民教育のために、百姓・町人の好学の者を「社講」に任じて町や村で講義をさせた。さらに直養の著作『勧学筆記』や四書五経などを印刷して領内に配布することも行われた。また「医学館」を設立して医学教育を行い、さらに施薬方を置いて貧しい庶民への医療を担わせた。このほか、儒教の理念に基づく祖先祭祀のために祠堂（奉先堂）を設け、歴代の藩主を祀った。藩の正史といえる「御記録」の編纂が始まったのもこの時代である。
一方、直養は日本橋西岸の芸者と懇意となったが、立場上頻繁には会えない。そこで天明元年（1781年）秋に、浮世絵師の北尾重政にこの芸者の絵姿を描かせ、自身で長文の賛を書いて双幅に仕立てて愛玩したという逸話も残る。

## 系譜
直養は生涯正室を迎えなかったが、数名の側室がいた。側室の子と養子・養女を含めて4男9女があった。
- 父：溝口直温
- 母：美代 - 御長屋様、森氏の娘
- 正室：なし
- 生母不明の子女
  - 長男：逸見長祥 - 熊次郎、一族の旗本逸見副長の養子となった。
  - 次男：峯次郎 - 部屋住みのまま若年で一生を終えた。
  - 三男：永之進 - 部屋住みで、のちに1000石の知行を給された。
  - 長女：良姫 - 寳體院、陸奥八戸藩主・南部信房の正室。
  - 次女：藤姫 - 早世。
  - 三女：久姫 - 早世。
  - 四女：邦姫 - 早世。
  - 五女：鶴姫（のち八重姫と改名） - 安房北条藩主・水野忠韶の継室。
  - 六女：籌姫 - 梅岑院、備中生坂藩（岡山新田藩）主・池田政恭の正室。
  - 七女：敏姫（のち美寿姫と改名） - 伊勢津藩主藤堂高嶷世子・藤堂高崧の正室。
  - 八女：静姫 - 早世。
- 養子
  - 男子：溝口直信 - 7代藩主・溝口直温の六男で直養の弟。直温の正室（清涼院）の子であることも配慮されて、直養が家督を継いだ宝暦11年にその養嗣子となった。しかし、家督を継ぐ以前の天明6年7月12日、31歳で死去した。
  - 女子：園姫 - 一族の旗本・池之端溝口家の当主溝口直之（直温の次男で直養の弟）の娘。伯父である直養の養女となり、信濃須坂藩主堀直郷の正室となる。